# إل. د. وليامز
إل. د. وليامز (بالإنجليزية: L.D. Williams) (8 مايو 1988 بماكيسبورت في الولايات المتحدة - ) هو لاعب كرة سلة أمريكي في مركز مدافع مسدد الهدف. لعب مع سبرينغفيلد آرمور ‏.

## وصلات خارجية
- إل. د. وليامز على موقع كرة السلة الأوروبية.كوم (الإنجليزية)
- إل. د. وليامز على موقع كلية كرة السلة في سبورتس رفرنس.كوم (الإنجليزية)
- إل. د. وليامز على موقع ريلجم (الإنجليزية)
- إل. د. وليامز على موقع بروبوليرز (الإنجليزية)
- إل. د. وليامز على موقع سبورتس رفرنس (الإنجليزية)